# 하마리큐 은사정원

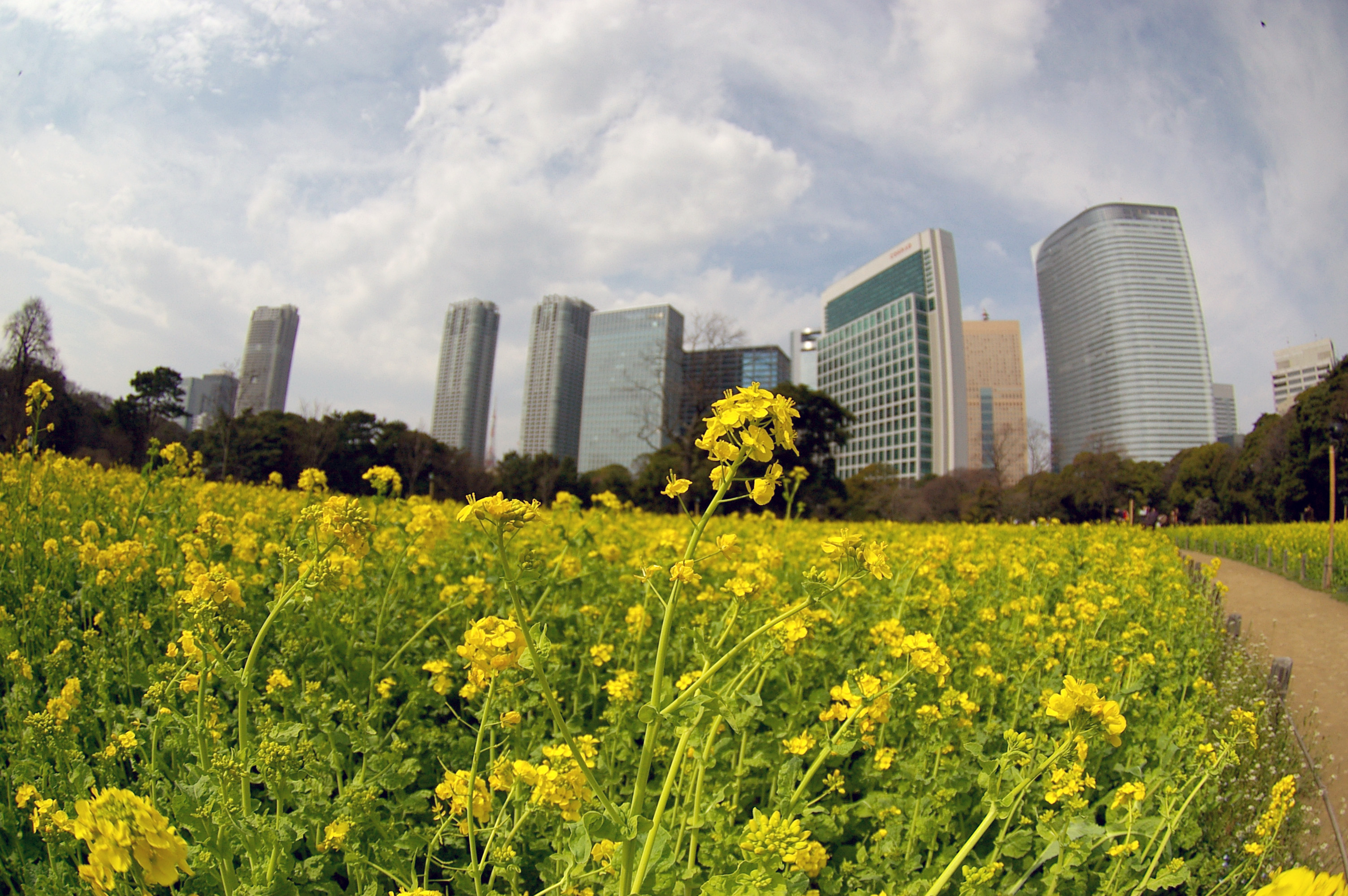
하마리큐 은사정원

하마리큐 은사정원(일본어: 浜離宮恩賜庭園 하마리큐온시테이엔[*])은 일본 도쿄도 주오구의 정원이다. 시오도메 바로 뒤편 수도고속도로와 스미다가와 경계 사이에 있다. 봄에는 약 30만 포기의 유채꽃이 펴 인근 시오도메의 건물들과 함께 어우러진다. 정원 내에는 아사쿠사와 오다이바를 연결하는 도쿄 도 관광기선의 수상버스 발착장이 있어 이곳에서 배를 이용해 히노데산바시로 이동할 수 있다.